# Coconut Tree
"Coconut Tree" är en låt av den svensk-kongolesiske singer-songwritern Mohombi (med Nicole Scherzinger som gästartist) som släpptes den 15 april 2011. Den är skriven av Redone (producerade även låten), AJ Junior, Mohombi själv, Bilal "The Chef", Jimmy Joker och Beatgeek. Den valdes som nummer 8 på Sverigetopplistan.